# Райнхард Міхаель Фрич
Райнхард Міхаель Фрич (нім. Reinhard Michael Fritsch) — німецький ботанік.

## Біографія
1969 року закінчив Єнський університет. 1977 року захистив дисертацію доктора природознавства в Університеті Мартіна Лютера. У 1969–2007 роках — науковий співробітник Інституту генетики і рослинництва в Гатерслебене (з 1992 року Інститут генетики рослин і рослинництва в складі Асоціації Лейбніца). Займався переважно систематикою рослин роду часник (Allium).

## Деякі публікації
- Fritsch, R. M.; Abbasi, M. A taxonomic review of Allium subg. Melanocrommyum in Iran. — Leibniz-Institut für Pflanzengenetik und Kulturpflanzenforschung, 2013. — 240 с. — ISBN 9783981309638.
- Friesen, N.; Fritsch, R. M.; Blattner, F. R. Phylogeny and new intrageneric classification of Allium (Alliaceae) based on nuclear ribosomal DNA ITS sequences // Aliso: A Journal of Systematic and Evolutionary Botany. — 2006. — Вип. 22. — № 1. — С. 372–395.
- Fritsch, R. M.; Friesen, N. Evolution, domestication and taxonomy // Allium crop science: recent advances. — 2002. — С. 5–30.